# متلازمة السليلات اليفعي
متلازمة السليلات اليفعي أو متلازمة السليلات الحميدة (بالإنجليزية: Juvenile polyposis syndrome)‏ هي متلازمة تتميز بظهور الأورام الحميدة المتعددة في الجهاز الهضمي. الاورام اليافعة هي نمو غير طبيعي ينشأ عن الغشاء المخاطي. عادة ما تبدأ بالظهور قبل سن ال20، لكن يشير مصطلح «يافع» إلى نوع السليلات الحميدة (مثل الورم العيبي اليفعي، علي عكس الورم الغدي على سبيل المثال)، وليس إلى عمر الشخص المصاب. في حين أن الغالبية العظمى من السليلات الحميدة الموجودة في متلازمة السليلات اليفعي هي غير متورمة، عيبية، محدودة ذاتيًا، وحميدة، فهناك خطر زائد لتطور سرطان القولون.
عادةً ما تظهر السليلات الحميدة المنفردة في المستقيم وتصحب بنزف. معايير منظمة الصحة العالمية لتشخيص متلازمة السليلات الحميدة هي واحدة من:
1. أكثر من خمسة أورام حميدة في القولون أو المستقيم; أو
2. أورام حميدة في أنحاء القناة الهضمي; أو
3. أي عدد من الأورام الحميدة في شخص لديه تاريخ عائلي من مرض السليلات الحميدة.[2]

## العرض
عمر الظهور متغير. يشير مصطلح «اليفعي» في عنوان متلازمة السليلات اليفعي إلى النوع النسيجي للأورام اليفعي بدلاً من عمر ظهور المرض.
قد يصاب الأفراد المصابون بنزف في المستقيم وآلام في البطن وإسهال أو فقر دم. في تنظير القولون أو التنظير السيني توجد سليلات تختلف في الشكل أو الحجم. يمكن أن تكون الأورام لاطئة أو عابية مسوقة.

## علم الوراثة
يمكن أن تحدث متلازمة السليلات اليفعي بشكل متقطع في العائلات أو أن تكون موروثة بطريقة سائدة.
اثنين من الجينات المرتبطة متلازمة السليلات اليفعي هي BMPR1A و SMAD4. قد يكون الاختبار الجيني مفيدًا عند محاولة معرفة أيًا من أفراد الأسرة غير العرضيين قد يكونون معرضين لخطر الإصابة بالسليلات، ولكن وجود طفرة عائلية معروفة من غير المرجح أن تغير مسار العلاج. قد يكون استخدام طفرة معروفة مفيدًا للأفراد المصابين عندما يقررون بدء عائلة لأنها تتيح لهم خيارات الإنجاب.
بينما كان يعتقد أن الطفرات في الجين PTEN أيضًا تتسبب في السليلات اليفعي، يعتقد الآن أن الطفرات في هذا الجين تسبب أعراض سريرية مشابهة لمتلازمة السليلات اليفعي ولكن تكون في الواقع متلازمة كاودن أو غيرها من أنواع متلازمة أورام PTEN العابية.

## الفحص والعلاج
قد يتطلب الأشخاص الذين يعانون من السليلات اليفعي مناظير سنوية علوية وسفلية مع استئصال السليلات الحميدة وعلم الخلايا. قد يحتاج أشقائهم أيضًا إلى الفحص بانتظام. يتطلب التحول الخبيث للسليلات اليفعي استئصال القولون الجراحي.

## التشخيص
معظم السليلات اليفعية حميدة، ومع ذلك، يمكن أن تحدث خباثة. الخطر التراكمي لمخاطر الإصابة بسرطان القولون والمستقيم مدى الحياة هو 39% في المرضى الذين يعانون من متلازمة السلائل.